# Jeanne d'Arc Uwimanimpaye
 (avril 2023).
Jeanne d'Arc Uwimanimpaye, née le 15 août 1978, est une femme politique rwandaise. 
Elle est membre de la Chambre des députés depuis 2008. De 2013 à 2018, elle est vice-présidente de la Chambre.

## Biographie
Jeanne d'Arc Uwimanimpaye est diplômée en économie de l'Université nationale du Rwanda. Avant de rejoindre le Parlement, elle a travaillé comme enseignante dans des écoles secondaire et dans l'administration locale en tant qu'auditrice interne de district et responsable des relations publiques.
Elle est entrée au Parlement lors des élections parlementaires rwandaises en 2008, en tant que l'une des six représentantes des femmes de la province de l'Est. En 2010, elle s'est rendue au Royaume-Uni en tant qu'observatrice électorale du Commonwealth lors des élections générales britanniques de 2010. 
Lors des élections législatives de 2013, elle est réélu à la Chambre des députés, en tant que représentante des femmes pour la province de l'Est. En octobre 2013, elle est élue vice-présidente chargée du contrôle gouvernemental et de la législation obtenant 70 voix sur 80 possibles, en tant que vice-présidente, elle a présenté la motion permettant au président Kagame de briguer un troisième mandat, après qu'une pétition eut recueilli 3,8 millions de signatures.
Jeanne d'Arc Uwimanimpaye est choisie comme candidate du FPR-Inkotanyi pour les élections législatives en 2018, et élu pour représenter le district de Gatsibo dans la province de l'Est. Elle quitte ses fonctions de vice-présidente et est remplacée par Edda Mukabagwiza du FPR-Inkotanyi.
En septembre 2019, elle a demandé une enquête sur les irrégularités financières autour des appels d'offres émis par le bureau du Rwanda d'Agriculture et a également critiqué les achats effectués par la Rwanda Cooperative Agency.